# M56 (brzostrelka)
M56, tudi jugo šmajser (uradni naziv: Automat 7,62 mm M56 - Brzostrelka 7,62 mm M56) je brzostrelka kalibra 7,62 mm Tokarev, ki je bila razvita in se je izdelovala v Jugoslaviji.
Na prvi pogled spominja na nemško brzostrelko MP 40 iz druge svetovne vojne, a za delovanje uporablja drugačen mehanizem. Še ena zanimivost te brzostrelke je, da se nanjo lahko namesti bajonet, ki je v kompletu.
Poleg standardne vojaške različice M56 v kalibru 7,62 mm je bila v proizvodnji tudi izvozna različica M65 v kalibru 9 mm Parabellum.